# MSMC
Modern Sub Machine Carbine (англ. Современный пистолет-пулемёт), сокращённо MSMC — индийский пистолет-пулемёт, разработанный Центром исследований и разработок вооружений г. Пуна (ARDE) и производящийся Ordnance Factory Tiruchirappalli из Ordnance Factories Board. С 2014 года носит дополнительное наименование Joint Venture Protective Carbine (JVPC). Пистолет-пулемёт разработан на базе стрелкового комплекса INSAS. По сравнению с другими образцами индийского оружия является наиболее лёгким, производится под патрон 5,56 × 30 мм MINSAS.
MSMC был разработан для нужд Индийской армии в связи с неудовлетворённостью армии карабинами INSAS и AMOGH, основанными на советском АК, с целью избавления от прежних недостатков как ответвление от программы INSAS. MSMC заимствовал от израильского Uzi принцип установки магазина в рукоять, что сократило общую длину оружия и позволило его использовать для ближнего боя и стрельбы с коротких дистанций. По данным производителей, пули MSMC обладают высокой останавливающей силой и могут пробивать бронежилеты.

## Разработка
Разработка MSMC началась после того, как был объявлен конкурс на разработку карабина на основе INSAS. Собственно карабин INSAS не был разработан, поскольку мощные патроны создавали слишком большую отдачу для карабина. Было принято решение разработать лёгкий карабин, удобный для различных войск спецназа Индии. В 2002 году был отвергнут окончательно план карабина INSAS, и Индийская армия издала требования к новому пистолету-пулемёту. В июне 2006 года прошли первые испытания образца MSMC, в конце 2007 и январе 2009 года состоялась очередная волна испытаний.
На выставке вооружения Defexpo 2010 был снова показан MSMC, прошедший дополнительные испытания с апреля по июнь того же года. Одним из его конкурентов был автомат IMI Tavor TAR-21, который использовался отрядом спецназа ВМС Индии MARCOS и ВВС Индии «Гаруд». Из-за неясности требований со стороны Индийской армии испытания постоянно задерживались. Окончательный вариант был представлен Индийской армии в августе 2011 года, финальные испытания были намечены на срок за 7-8 месяцев до принятия на вооружение. На испытаниях MSMC соперничал с FN P90 и HK MP7.
В ноябре 2013 года Организация оборонных исследований и разработок сообщила, что испытания MSMC прошли успешно, а её директорат по качеству, надёжности и безопасности был назначен ответственным за мониторинг дальнейших событий, связанных с испытаниями MSMC. 50 экземпляров были отправлены на испытания в 2016 году. Однако требования армии не были в полном объёме удовлетворены, и тем самым началась разработка нового карабина под названием JVPC, основанного на тех же чертежах MSMC зарекомендовавшего себя на первых испытаниях. Карабин передали министру внутренних дел Индии Раджнатху Сингху из рук министра обороны Нирмалы Ситхараман в 2017 году, чем ознаменовали начало новых испытаний с участием полицейского спецназа. Сообщалось, что полевые испытания JVPC пройдут в феврале 2018 года.

## Особенности конструкции
Внешне по конструкции MSMC напоминает Uzi, но имеет пистолетную рукоятку особой формы, которая позволяет вести огонь всего одной рукой. Питание осуществляется от коробчатых магазинов на 30 патронов, приёмник находится внутри рукоятки. Приклад складной, переводчик огня и предохранитель расположен с обеих сторон, что позволяет пользоваться оружием и правшам, и левшам. На ствольной коробке находится планка Пикатинни, которая позволяет устанавливать различные оптические прицелы. При стрельбе используется принцип отвода пороховых газов, поворотный затвор и ход газового поршня. На ствол может быть прикреплён глушитель. Оружие изготавливается из штампованного метала с полимерными вставками. Уникальным является наличие прилива для крепления штыка, расположенного над стволом, прямо перед ствольной коробкой. Особая форма ремня позволяет переносить оружие на плече.